# Pumpturbine

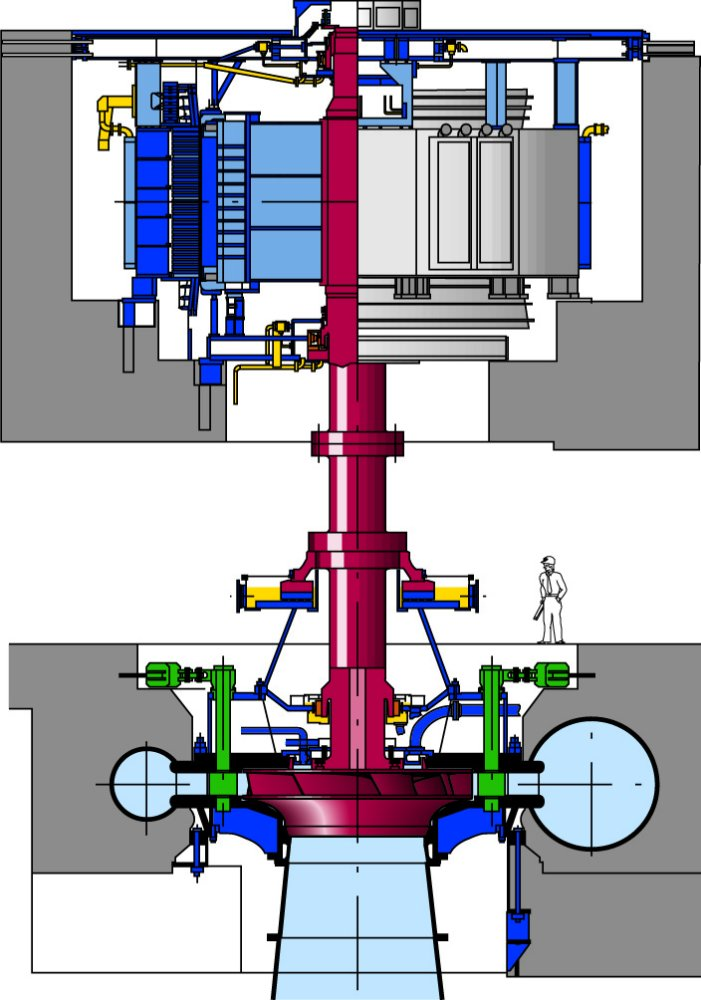
Pumpturbine des Pumpspeicherwerks Goldisthal. Oben der Motor-Generator, unten die Strömungsmaschine

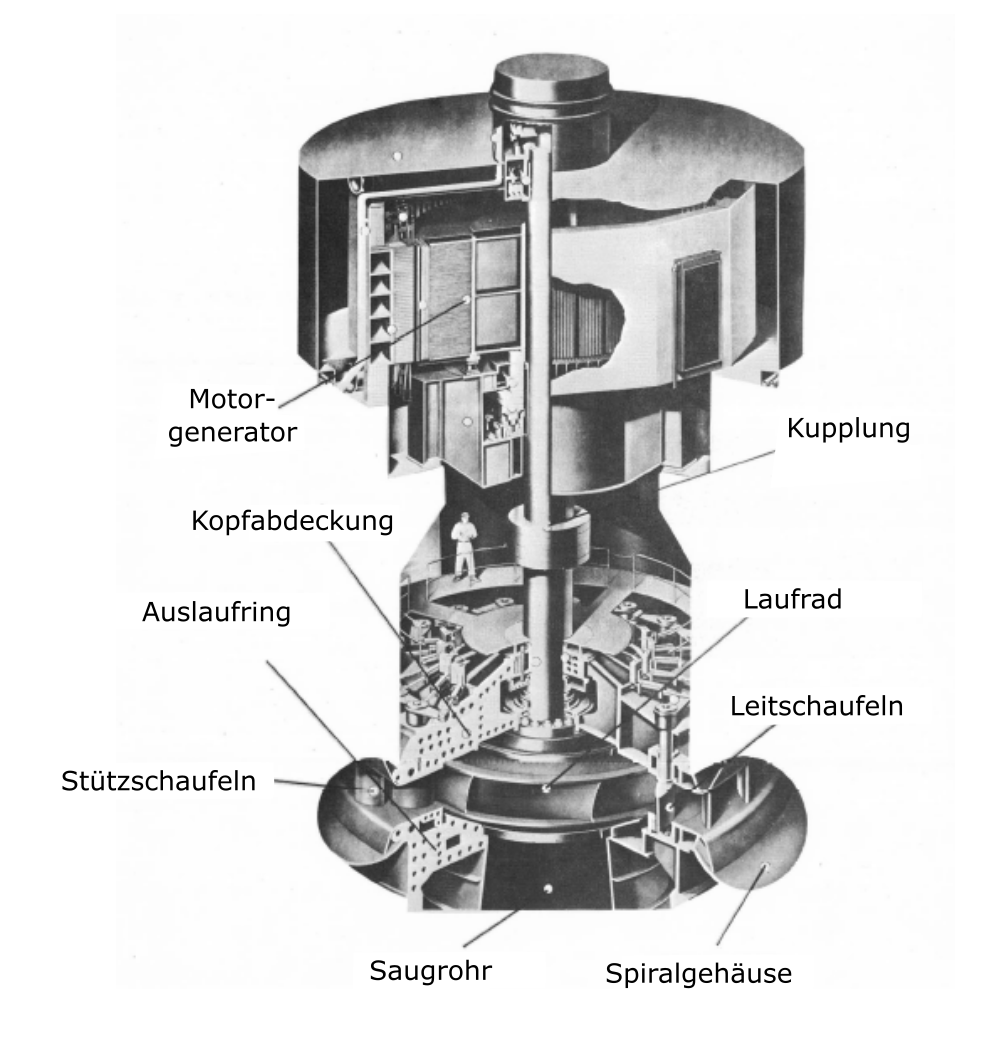
Schnittdarstellung einer typischen reversiblen Pumpturbine

Eine Pumpturbine, auch Pumpenturbine genannt, ist eine Bauform der Maschinensätze von  Pumpspeicherkraftwerken. Sie besteht aus einer elektrischen Maschine, die sowohl als Motor als auch als Generator arbeiten kann, und einer Strömungsmaschine, die sowohl als Turbine als auch als Pumpe arbeiten kann. Die Bezeichnung wird manchmal auch nur für die Strömungsmaschine alleine verwendet, die als Francis-Turbine ausgeführt ist.

## Arbeitsweise
Die Pumpturbine ist meist als Maschine mit vertikaler Achse ausgeführt. Der Motorgenerator ist über der Strömungsmaschine angeordnet. Im Pumpenbetrieb treibt er die Strömungsmaschine und fördert somit das Medium, im Turbinenbetrieb nimmt er das Drehmoment von der vom Medium durchströmten Strömungsmaschine ab und erzeugt Strom.
Um zwischen den beiden Betriebsarten umzuschalten, muss die Drehrichtung des Maschinensatzes und die Flussrichtung des Mediums in der Strömungsmaschine geändert werden. Dies bedingt, dass der Maschinensatz zum Wechsel der Betriebsart still gesetzt werden muss.
Zum Anfahren im Turbinenbetrieb wird die Turbine mit Wasser beaufschlagt, bis sie die Synchrondrehzahl des Motorgenerators erreicht, sodass dieser mit dem Netz synchronisiert werden kann. Der Betrieb als Pumpe erfordert das Anfahren des Motorgenerators in entgegengesetzter Drehrichtung, was mit besonderen Einrichtungen erreicht wird.

## Anwendung
Voith lieferte erstmals 1937 Pumpturbinen für das Kraftwerk Pedreira bei São Paulo in Brasilien. Sie hatten eine Leistung von 5,3 MW und nutzen eine Fallhöhe von 30 m. In der Schweiz wurden die ersten Pumpturbinen 1968 in der Zentrale Robiei der Maggia Kraftwerke aufgestellt.
Die Pumpturbine wurde ab der Mitte des 20. Jh. die übliche Lösung für Pumpspeicherkraftwerke, weil sie im Gegensatz zu ternären Maschinensätzen nur zwei statt drei Maschinen auf dem Wellenstrang benötigt, wodurch die Bauhöhe kleiner wird und die Abmessungen des Kraftwerkbaus verkleinert werden. Nachteilig ist die komplizierte Umschaltung zwischen Turbinieren und Pumpen, die nur mit Stillsetzen der Anlage erfolgen kann. Weiter ist der Wirkungsgrad der Strömungsmaschine nicht optimal, da sie nicht gleichzeitig für den Pump- und den Turbinenbetrieb optimiert werden kann. Große Fallhöhen lassen sich mit ternären Maschinensätzen einfacher beherrschen.
Eine spezielle Bauform der Pumpturbine ist die von den Ateliers des Charmilles aus Genf entwickelte Bauform der Isogyre-Pumpturbine, bei der die Umkehr der Drehrichtung entfällt. Sie verwendet ein Pumpenrad, das Rücken an Rücken zu einem Turbinenrad im selben Spiralgehäuse angeordnet ist. Die Umschaltung der Funktion erfolgt nur durch den Leitapparat.

### Drehzahlvariable Ausführung
Die Pumpturbine lässt sich auch drehzahlvariabel ausführen. Der Hauptvorteil dieser Ausführung ist, dass durch Ändern der Pumpendrehzahl die Leistungsaufnahme aus dem Netz geregelt werden kann. Weiter lässt sich durch die wählbare Drehzahl der Turbine den Teillastwirkungsgrad verbessern. Das erste Pumpspeicherkraftwerk in Europa, das mit drehzahlvariablen Pumpturbinen ausgerüstet wurde, war das Kraftwerk Goldisthal. Der Motorgenerator kann als doppelt gespeiste Asynchronmaschine wie auch als Stromrichter-gespeiste Synchronmaschine ausgeführt werden.

#### Doppelt gespeiste Asynchronmaschine (DASM)
In diesem Fall wird der Motorgenerator als Asynchronmaschine mit gewickeltem Läufer ausgeführt, der durch einen Direktumrichter mit Strom versorgt wird. Die Drehzahl lässt sich in einem Bereich von  90 bis 104 % der Nenndrehzahl der Maschine regeln. Diese Lösung wurde in Goldisthal angewandt.

#### Stromrichter-gespeiste Synchronmaschine
Bei dieser Lösung wird der Stator der Synchronmaschine über einen Frequenzumrichter mit lastkommutiertem Wechselrichter mit Energie versorgt. Im Gegensatz zur Lösung mit DASM muss der Stromrichter für die volle Leistung des Motorgenerators ausgelegt werden, dafür kann die Pumpturbine im ganzen Frequenzbereich geregelt werden.